# 仁科环形山
仁科环形山（Nishina）是月球背面南半部一座古老的大撞击坑，约形成于45.5-39.2亿年前的前酒海纪，其名称取自日本物理学家仁科芳雄（1890年-1951年），1970年被国际天文学联合会批准接受。

## 描述

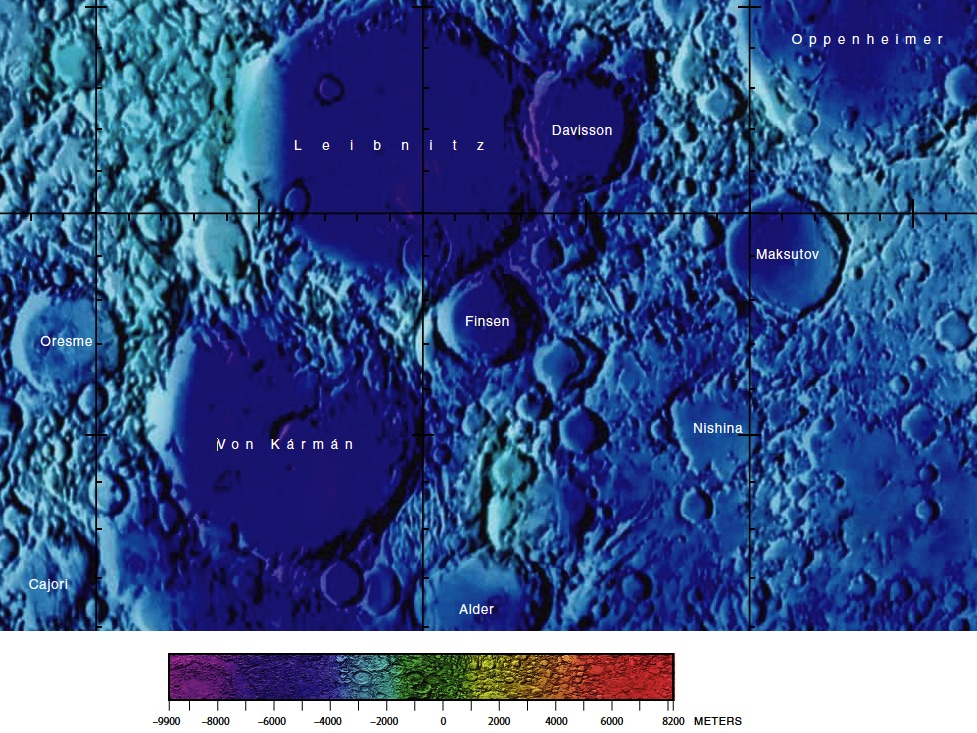
仁科环形山的周边，月球背面区域详图ref>Map of the far side of the moon. 。

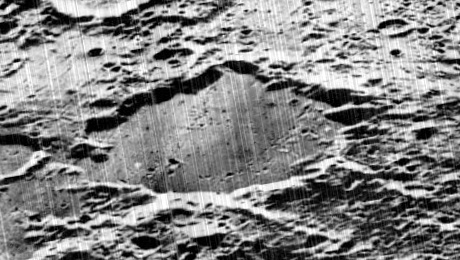
月球轨道器5号拍摄的斜视图

该陨坑西北毗邻芬森环形山、东北偏北靠近马克苏托夫环形山，较小的怀特陨石坑和亨德里克斯陨石坑位于它的东面、西南则坐落了阿尔德环形山。该陨坑中心月面坐标为44°36′S 170°24′W / 44.6°S 170.4°W，直径62.13公里，深度约2.72公里。
仁科环形山外观轮廓呈不规则多边形状，仁科环形山。由于长时间的撞击侵蚀，其坑壁已极度磨损变形，现已成为一圈破裂、参差的山脊和山丘，坑壁最大高出周边地形1230米，内部容积约3305立方千米。坑底表面较为平坦，散布有一些细小的撞击坑和射纹线，其中西南和东北区地表色泽较其它部分更浅淡。
在1970年被国际天文学联合会正式命名前，该陨坑曾被称作“第436号陨石坑”。

## 卫星陨石坑
按惯例，最靠近仁科环形山的卫星坑将在月图上以字母标注在它的中心点旁边.

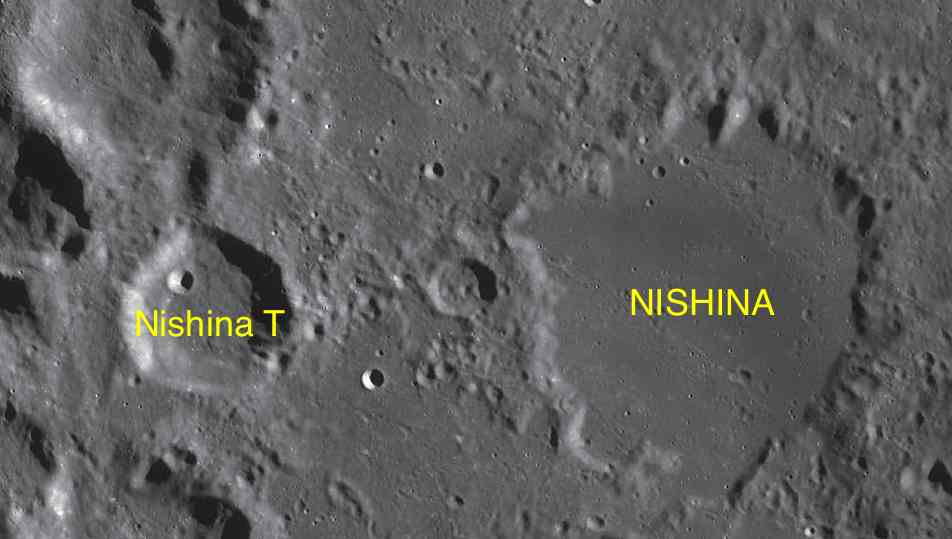
LAC-120 区域图

| 仁科芳雄 | 纬度    | 经度     | 直径    |
| -------- | ------- | -------- | ------- |
| T        | 43.7° S | 174.4° W | 28 公里 |

## 另请参阅
- Andersson, L. E.; Whitaker, E. A. . NASA RP-1097. 1982.
- Blue, Jennifer. . USGS. July 25, 2007  [2007-08-05]. （原始内容存档于2015-05-26）.
- Bussey, B.; Spudis, P. . New York: Cambridge University Press. 2004. ISBN 978-0-521-81528-4.
- Cocks, Elijah E.; Cocks, Josiah C. . Tudor Publishers. 1995. ISBN 978-0-936389-27-1.
- McDowell, Jonathan. . Jonathan's Space Report. July 15, 2007  [2007-10-24]. （原始内容存档于2015-01-12）.
- Menzel, D. H.; Minnaert, M.; Levin, B.; Dollfus, A.; Bell, B. . Space Science Reviews. 1971, 12 (2): 136–186. Bibcode:1971SSRv...12..136M. doi:10.1007/BF00171763.
- Moore, Patrick. . Sterling Publishing Co. 2001. ISBN 978-0-304-35469-6.
- Price, Fred W. . Cambridge University Press. 1988. ISBN 978-0-521-33500-3.
- Rükl, Antonín. . Kalmbach Books. 1990. ISBN 978-0-913135-17-4.
- Webb, Rev. T. W.  6th revised. Dover. 1962. ISBN 978-0-486-20917-3.
- Whitaker, Ewen A. . Cambridge University Press. 1999. ISBN 978-0-521-62248-6.
- Wlasuk, Peter T. . Springer. 2000. ISBN 978-1-85233-193-1.